# Filipe d'Alençon
Philippe d'Alençon de Valois (1338 - 16 de agosto de 1397) foi um cardeal francês, Deão do Sagrado Colégio dos Cardeais.

## Biografia
Da família real da França, era filho de Carlos II de Valois, le Magnanime, conde d'Alençon, e Maria de La Cerda, senhora de Lunel.
Eleito bispo de Beauvais em 8 de junho de 1356, sob o Papa Inocêncio VI, tomou posse canônica da Sé em 24 de março de 1357. Promovido a sé metropolitana de Rouen em 3 de junho de 1359, tomou posse canônica da Sé em 9 de maio de 1362, onde ficou até 27 de agosto de 1375. A pedido do rei da França, foi nomeado patriarca titular latino de Jerusalém pelo Papa Gregório XI, em 27 de agosto de 1375; ao mesmo tempo, foi nomeado administrador apostólico da sé metropolitana de Auch, ocupando o cargo até 1379.
Foi criado cardeal-presbítero no consistório de 18 de setembro de 1378, recebendo o título de Santa Maria em Trastevere. Foi nomeado legado em Flandres em 1379. Passa para a ordem dos cardeais-bispos e recebe a sé suburbicária de Sabina, em 4 de junho de 1380.
Foi Governador de Spoleto de junho a agosto de 1380. Diz-se que neste momento ele foi deposto pelo Papa Urbano VI, e depois, restabelecido. Nomeado Patriarca de Aquileia de 1381 até por volta de 1386. Cardeal d'Alençon foi promovido a suburbicária de Óstia-Velletri, em 1388, mantendo o seu título in commendam. Legado na Germânia, em 1389.
Retornou a Roma em 4 de março de 1390, após o Conclave de 1389. Cardeal d'Alençon participou do processo de canonização de Santa Brígida da Suécia em 1391. Ele foi para o Tivoli várias vezes, voltando a Roma, em 23 de junho de 1392, 26 de setembro de 1395 e 20 de outubro de 1396. Nomeado Decano do Colégio dos Cardeais em fevereiro de 1394. Em 1394 e 1395, ele escreveu para a Universidade de Paris contra o Grande Cisma do Ocidente.
Morreu em 16 agosto de 1397, em Roma. Enterrado em um magnífico túmulo que ele havia erigido na Basílica de Santa Maria em Trastevere.

## Conclaves
- Conclave de 1389 - não participou da eleição do Papa Bonifácio IX